# Zweetdoek van Oviedo

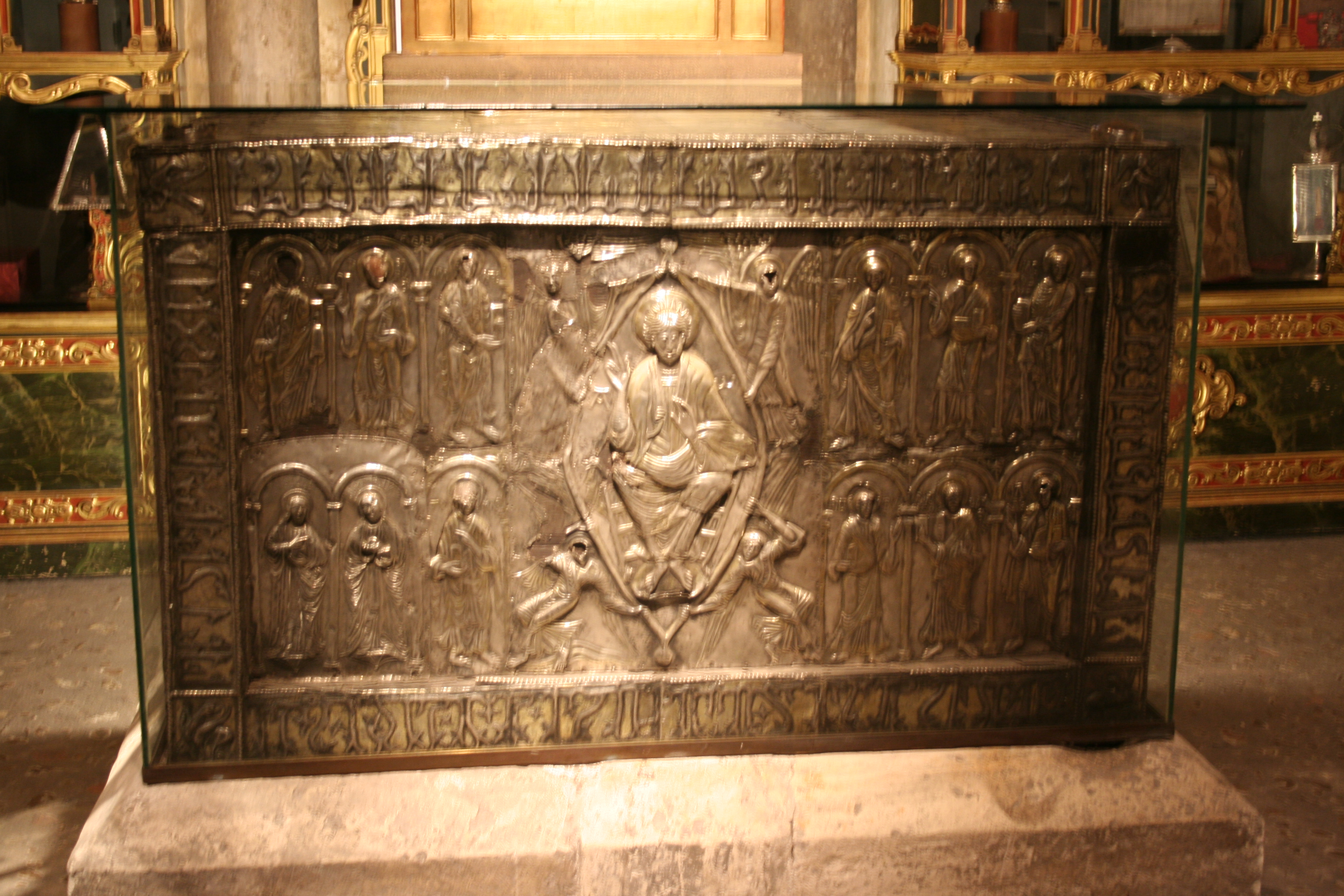
De schrijn waarin het zweetdoek wordt bewaard

De zweetdoek van Oviedo is een relikwie dat bewaard wordt in de Spaanse stad Oviedo. Van de zweetdoek wordt verteld dat deze gebruikt is om het hoofd van Jezus te bedekken na zijn dood aan het kruis.
De zweetdoek van Oviedo meet 84 × 53 cm. In de zweetdoek is geen menselijk gelaat te herkennen, maar zeker is dat de zweetdoek menselijke bloedvlekken en andere lichaamsstoffen bevat. Op de zweetdoek zijn verschillende vlekken zichtbaar.
De zweetdoek bevindt zich onomstotelijk al sinds de 8e eeuw in Oviedo en vanaf de 7e eeuw in Spanje. Ondanks de geringe historische betrouwbaarheid van bronnen uit de Romeinse periode en de vroege Middeleeuwen, zijn wetenschappers er door de grote hoeveelheid verschillende vermeldingen van de zweetdoek uit die periode redelijk zeker van dat de zweetdoek inderdaad afkomstig is uit de eerste eeuw na Christus uit de omgeving van Jeruzalem. Op grond van deze bronnen vermoedt men dat de zweetdoek zich tot 614 in Palestina bevond, maar na de invasie van Perzen via Afrika (616) in een paar jaar tijd in Spanje terechtkwam. Daar werd de doek oorspronkelijk bewaard in Toledo. Na de invasie van de Moren in Spanje (711) werd de doek in 718 naar Oviedo gebracht, waar hij tot op de dag van vandaag bewaard wordt.

## Overeenkomsten met lijkwade van Turijn
Forensische analyses hebben opvallende overeenkomsten aangetoond tussen de zweetdoek van Oviedo en de lijkwade van Turijn, ondanks dat beide relikwieën (als ze authentiek zijn) compleet verschillende routes hebben afgelegd van Jeruzalem naar Europa. De overeenkomsten zijn voor enkele wetenschappers zo frappant dat ze hebben geconcludeerd dat de zweetdoek van Oviedo en de lijkwade van Turijn gebruikt zijn om hetzelfde lichaam te bedekken.
Een van de belangrijkste voorstanders van deze conclusie is Mark Guscin, een lid van een multidisciplinair Spaans onderzoeksteam dat zich bezighoudt met het onderzoek naar de lijkwade van Turijn. Guscin onderzocht de zweetdoek in de jaren 90 van de 20e eeuw. Hij kwam in 1999 tot de volgende conclusies:
- De zweetdoek lijkt een begrafeniskleed te zijn dat waarschijnlijk op het gezicht van het lichaam van een volwassen man met een normale lichaamsbouw gelegd is. De man had een baard, een snor en lang haar, dat vanaf de nek in een staart was gebonden.
- De man was dood. De vlekken zijn niet consistent met enige vorm van ademhalingsbeweging.
- De man was verwond voor hij stierf met iets waardoor zijn schedel is gaan bloeden en dat wonden vormde op zijn nek, schouders en de bovenkant van de rug.
- De man leed aan een longoedeem (hierbij vullen de longen zich in korte tijd met vocht waardoor het slachtoffer stikt) tijdens het stervensproces. De meeste vlekken op de zweetdoek bestaan uit één deel bloed op zes delen vocht uit de longen.
- De enige lichaamshouding die past bij het patroon van de vlekken is die waarbij beide armen gestrekt boven het hoofd gehouden werden en waarbij de voeten in zo'n positie werden gehouden dat ademhaling extreem moeilijk was. Deze lichaamshouding is volledig consistent met die van een gekruisigd lichaam.
- Op het moment dat de doek van het hoofd werd afgenomen, bevond het lichaam zich in een positie met het gezicht naar boven.

Guscin concludeerde in een gedetailleerd rapport dat de verhalen over de oorsprong van beide relikwieën, forensisch onderzoek (graspollen), de scheikundige eigenschappen van het bloed en de patronen van het bloed aangeven dat beide doeken vlak na elkaar zijn gebruikt om hetzelfde bebloede hoofd te bedekken.
Veel andere onderzoekers houden het op hooguit enkele toevallige overeenkomsten tussen de zweetdoek van Oviedo en de lijkwade van Turijn en het trekken van een verkeerde conclusie. Zo is de analyse van graspollen van beide doeken omstreden, omdat deze is uitgevoerd door de Zwitserse forensisch criminoloog Max Frei, die op zijn werk geschorst was wegens geknoei met bewijsmateriaal. Dat het bloed op beide doeken overeen zou komen (op beide gevallen zou het gaan om de relatief zeldzame bloedgroep AB) staat ook niet vast, omdat de discussie of de vlekken op de lijkwade wel bloed zijn nog niet is afgerond.